# استان‌های بنین
کشور بنین دارای ۱۲ استان می‌باشد:
| #  | نقشه     | نام استان  | مرکز   | مساحت کیلومتر مربع | جمعیت (۲۰۰۶) | تراکم جمعیت |
| -- | -------- | ---------- | ------ | ------------------ | ------------ | ----------- |
| ۱  |          | آلیبوری    | کندی   | ۲۵٬۶۸۳             | ۵۹۵۱۹۶       | ۲۳          |
| ۲  | آتاکورا  | ناتیتینگو  | ۲۰٬۴۵۹ | ۶۰۱٬۵۳۷            | ۲۹٫۴         |             |
| ۳  | آتلانتیک | اویده      | ۳٬۲۳۳  | ۹۲۹۳۱۴             | ۲۸۷٫۴        |             |
| ۴  | بورگو    | پاراکو     | ۲۵٬۳۱۰ | ۸۳۱۸۴۲             |              |             |
| ۵  | کولینس   | ساوالو     | ۱۳٬۵۶۱ | ۶۲۵۹۳۳             | ۴۶٫۱۶        |             |
| ۶  | کوفو     | آپلاهویه   | ۲٬۴۰۴  | ۵۷۲۹۲۴             | ۲۳۸٫۳        |             |
| ۷  | دونگا    | جوگو       | ۱۰٬۶۹۱ | ۳۹۵٬۴۱۶            | ۲۷           |             |
| ۸  | لیتورال  | کوتونو     | ۷۹     | ۷۰۱٬۱۳۷            | ۸٬۹۰۰        |             |
| ۹  | مونو     | لوکوسا     | ۱٬۳۹۶  | ۳۸۷٬۳۴۶            | ۲۸۰          |             |
| ۱۰ | اومه     | پورتو نووو | ۱٬۸۶۵  | ۷۸۸٬۵۰۸            | ۴۲۰          |             |
| ۱۱ | پلاتو    | پوبه       | ۲٬۸۳۵  | ۴۴۵٬۴۹۷            | ۱۶۰          |             |
| ۱۲ | زو       | آبومی      | ۵٬۱۰۶  | ۶۳۹٬۲۹۶            | ۱۳۰          |             |

## جستارهای ویژه
- فهرست شهرهای بنین